# Test Hardinga
Test Hardinga (ang. Harding test) jest algorytmem komputerowym sprawdzającym zgodność materiałów video przeznaczonych do emisji z normami i zaleceniami OfCom i ITU. Test ma na celu ocenę materiału pod kątem możliwości wywołania napadów epileptycznych (u chorych na szczególny rodzaj epilepsji - padaczkę fotogenną). Nazwa testu pochodzi od nazwiska profesora Grahama Hardinga, uznanego eksperta ds. epilepsji fotogennej, współtworzącego oprogramowanie Harding Flash and Pattern Analyser.

## Epilepsja fotogenna
Padaczka fotogenna – szczególny rodzaj epilepsji, w którym napady wywoływane są szybko zmieniającymi się bodźcami świetlnymi, którymi mogą być m.in. telewizja, gry komputerowe, światła dyskotekowe, a także naturalne źródła światła tj. jazda samochodem lub rowerem w słoneczny dzień wzdłuż obsadzonej drzewami drogi, wzdłuż płotu, patrzenie na fale morskie. Epilepsję fotogenną mogą wywoływać również określone wzory geometryczne, np. czarno-biała szachownica.
Częstość występowania padaczki fotoczułej jest określana na 1:4000. Dotyczy najczęściej pacjentów między 8 a 18 rokiem życia. Wśród chorych przeważają dziewczynki (1:1,5-2).
W 1993 roku reklama "Pot Noodles" wyemitowana w angielskiej telewizji spowodowała napady padaczkowe u trzech osób. Z tego powodu ITC wprowadziła zalecenie dotyczące sprawdzania materiałów przeznaczonych do emisji w Wielkiej Brytanii. W 1997 roku, w Japonii, czterosekundowa sekwencja serialu animowanego Pokemon, wyemitowana w japońskiej telewizji, spowodowała około 700  przypadków napadów epileptycznych. Spośród hospitalizowanych pacjentów dla 76% był to pierwszy napad.

## Oprogramowanie Harding Flash & Pattern Analyser
Harding FPA jest oprogramowaniem powstałym przy współpracy Cambridge Research Systems Ltd i profesora Grahama Hardinga.
Oprogramowanie sprawdza zgodność materiału video z normami OfCom oraz ITU (a także NAB na rynek japoński). Oprogramowanie Harding FPA dostępne jest w dwóch wersjach - do sprawdzania plików emisyjnych oraz do sprawdzania taśm emisyjnych (poprzez wejścia Serial digital interface, kompozytowe, komponentowe, czy HDMI), do rozdzielczości 1080i. Dostępne są wersje dla systemów Windows oraz Mac OS X.

## Normy OfCom, ITU, JBA
Sprawdzanie materiału emisyjnego jest obowiązkowe w Anglii (zalecenie OfCom "Guidance Note for Licensees on Flashing Images and Regular Patterns in Television")
Również ITU (międzynarodowy związek telekomunikacyjny, zrzeszający 193 państwa, w tym Polskę) od 2005 roku zaleca sprawdzanie materiałów emisyjnych (ITU-R BT.1702 – Guidance for the reduction of photosensitive epileptic seizures caused by television) Zalecenia ITU bez dodatkowych regulacji w krajach członkowskich nie mają jednak mocy prawnej i najczęściej są ignorowane, stwarzając niebezpieczeństwo dla osób chorujących na padaczkę. 
W Japonii obowiązuje zalecenie JBA - Japan Commercial Broadcasters Association (dawniej NAB).

## Procedura testowa
Oprogramowanie Harding FPA powstało w odpowiedzi na potrzeby rynku brytyjskiego po głośnym incydencie z reklamą "Pot Noodles". W tej chwili oprogramowanie używane jest przez wiele stacji telewizyjnych w Wielkiej Brytanii i Japonii, a także duże firmy postprodukcyjne na całym świecie. Materiały, które nie przechodzą testu, zwykle można dostosować do zaleceń. Proces ten polega na zmianie parametrów obrazu oraz niekiedy na lekkim przemontowaniu potencjalnie niebezpiecznych fragmentów. Ingerencja jest na ogół niezauważalna dla widza i – znacząco podnosząc bezpieczeństwo danego fragmentu – pozostawia wartości estetyczne na właściwie nienaruszonym poziomie. 
Dla mniejszych firm postprodukcyjnych istnieją portale internetowe, pozwalające na sprawdzenie materiałów na etapie produkcji - www.hardingtestonline.com, www.onlineflashtest.com
, www.hardingtest.com oraz www.qcplus.pl.